# Murs de l'enceinte de Paris au Carrousel du Louvre
Les murs de l'enceinte de Paris au Carrousel du Louvre sont des restes de l'enceinte de Charles V mis au jour lors des fouilles archéologiques de 1991-1992 pour l'élaboration du Grand Louvre .

## L'enceinte de Charles V

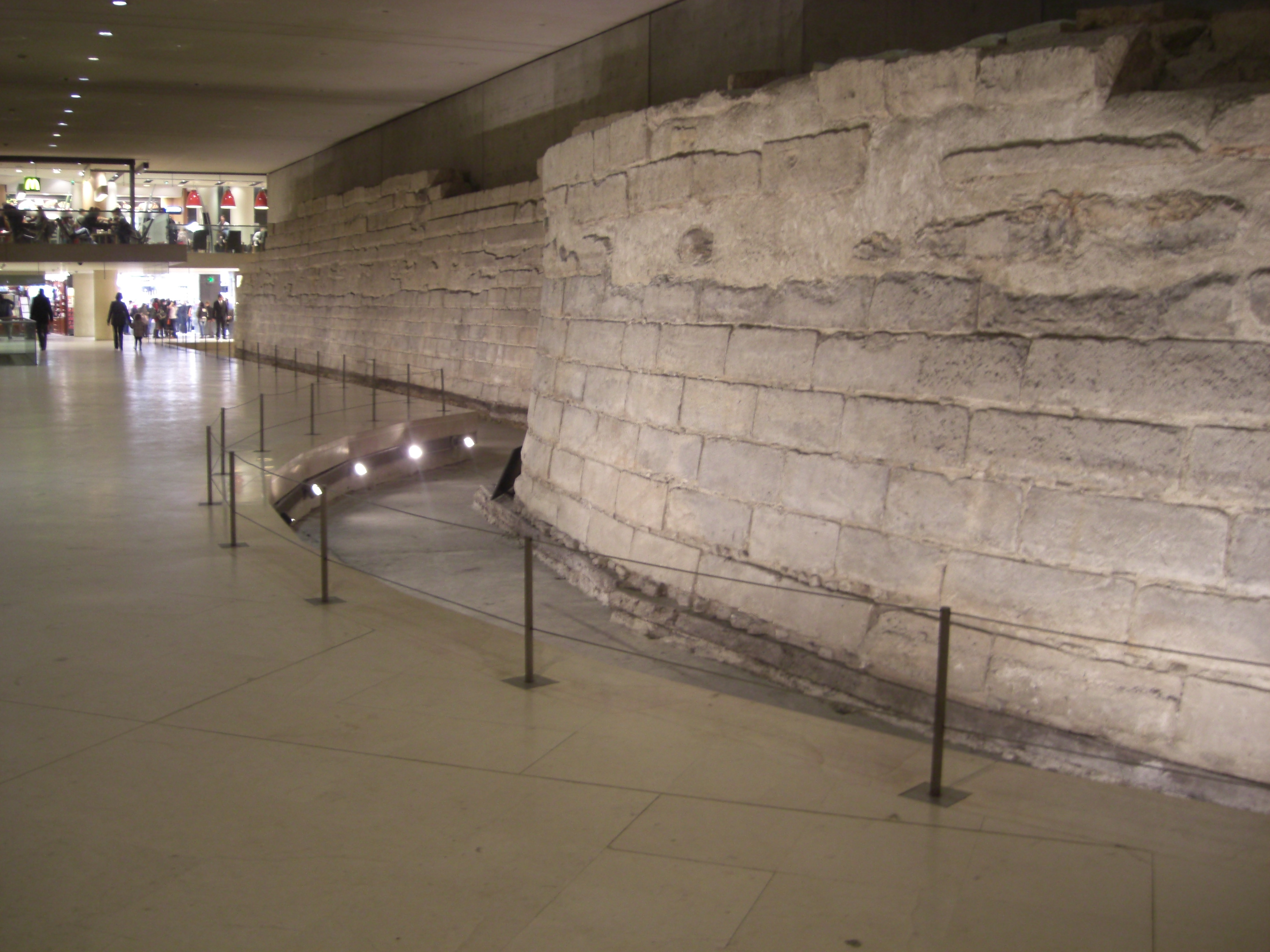
Vestiges dans la galerie commerciale.

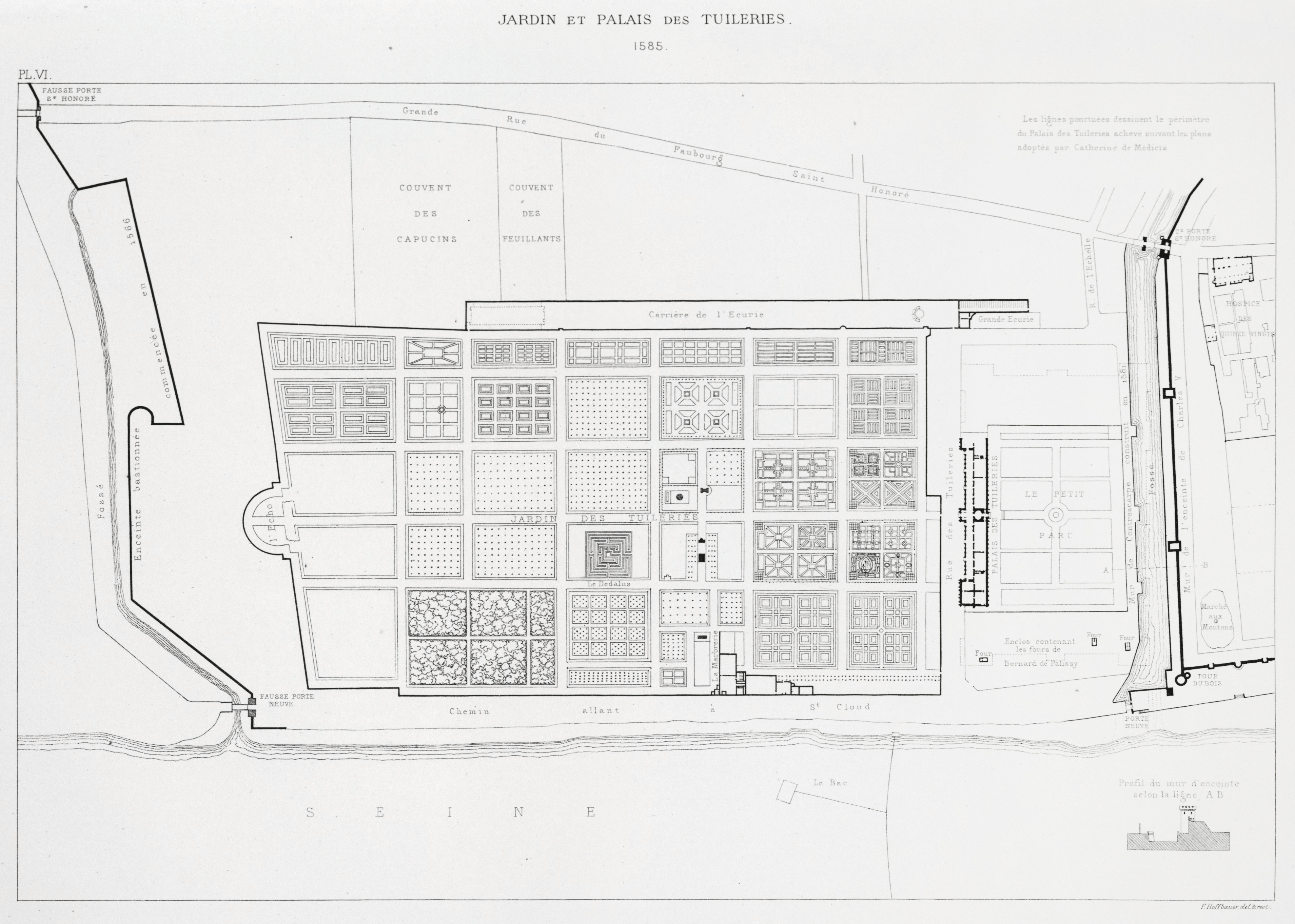
Le palais des Tuileries et le mur d'enceinte en 1585 (à droite).

L'enceinte de Charles V a été construite sur la rive droite de 1356 à 1383 au-delà de l'enceinte de Philippe Auguste pour protéger les faubourgs qui s'étaient développés hors les murs.
Il s'agissait d'un ensemble important de fossés et remparts de terre, établis sur un large espace afin d’assurer un glacis pour le tir tendu de l’artillerie naissante.

## Les restes conservés au Carrousel
Dans l'espace du Carrousel du Louvre, ouvert au public en 1993, a été découvert en 1991-1992 une portion de près de 200 mètres de long de cette enceinte de Charles V 
Il s'agit en fait d'un renforcement réalisé au début du XVIe siècle sous Louis XII . On trouve le mur d'escarpe côté ville et le mur de contrescarpe côté campagne. Ils sont séparés par un fossé de 30 mètres de large qui était à l'époque mis en eau sur une profondeur de 7 mètres . Le mur d'escarpe conserve la base d'une plateforme d'artillerie. Il était d'une hauteur supérieure à celle du mur de contrescarpe pour tirer facilement sur les assaillants.
Les murs sont constitués de belles pierres qui reposent sur des poutres de bois (longrines). Le fossé était en eau : on peut voir sur les pierres des traces laissées par l’eau au niveau de la surface .

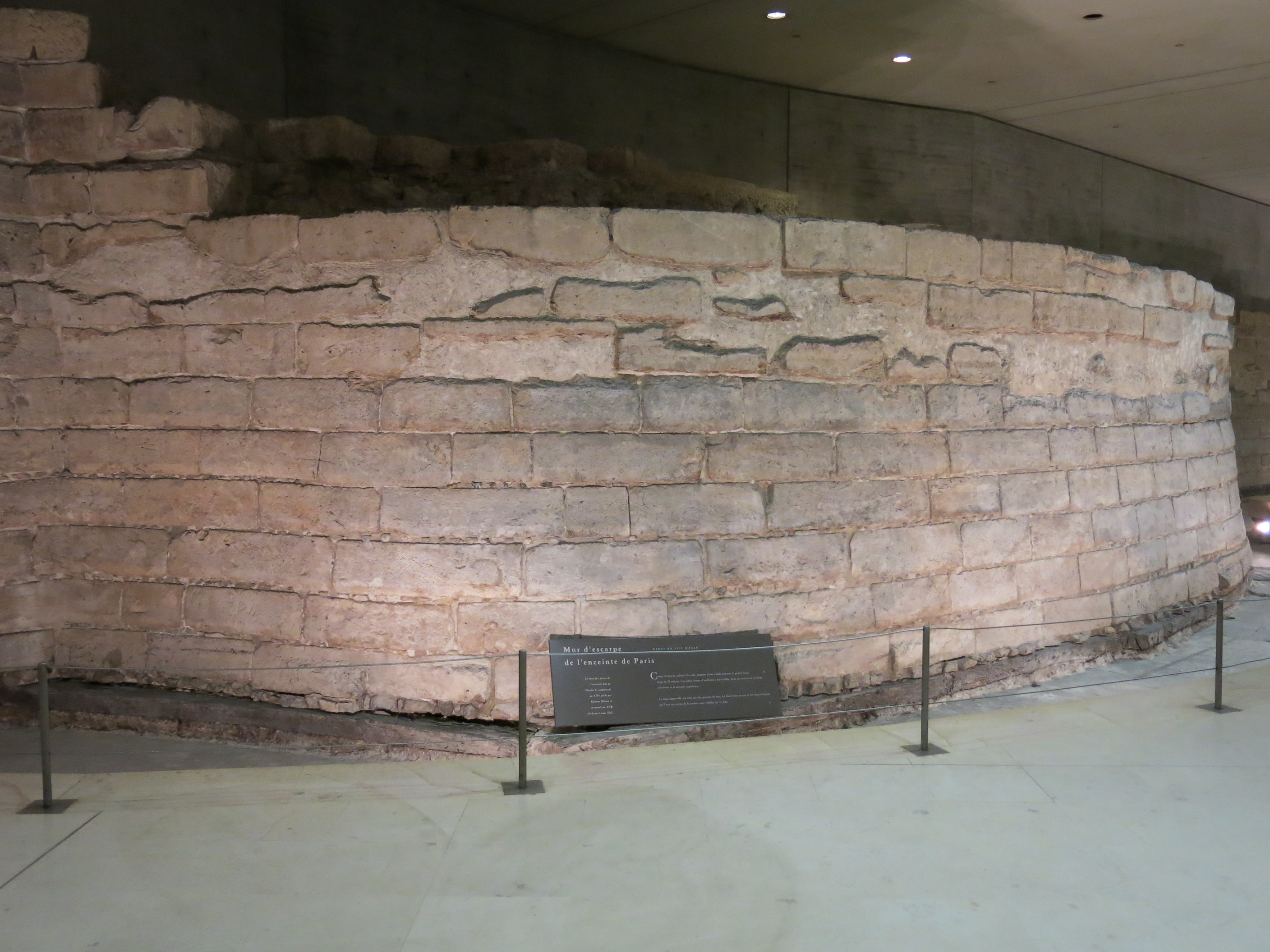
La plateforme d'artillerie du mur d'escarpe.
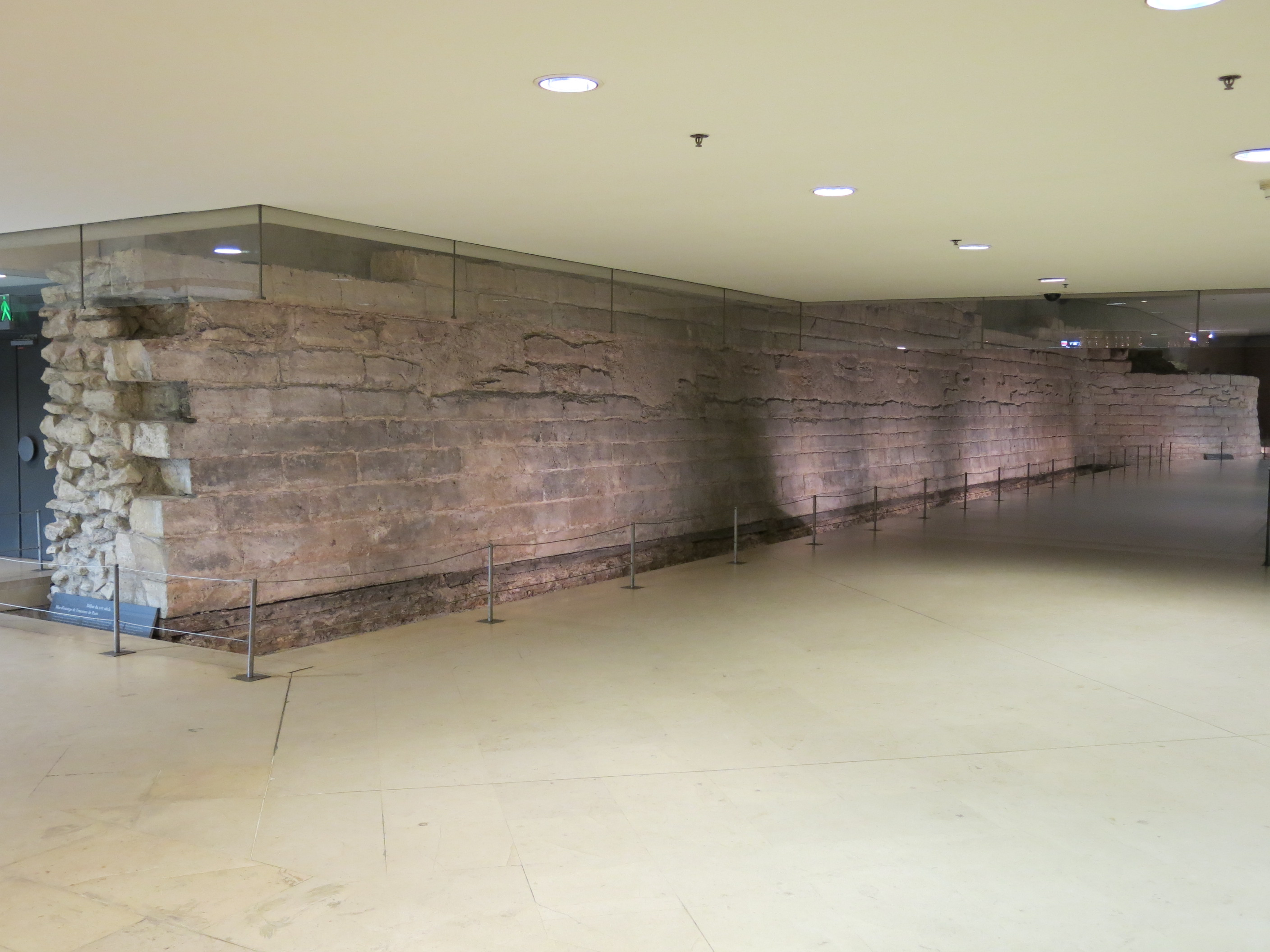
Mur de contrescarpe.